# Летище „Адана-Шакирпаша“
Летище „Адана-Шакирпаша“ (на турски: Adana Şakirpaşa Havalimanı) е международното летище в град Адана, Турция.
Международните кодове, с които се обозначава, са: IATA код: ADA, ICAO код: LTAF. Летището обслужва основно региона Чукурова, и в по-малка степен околните вилаети, благодарение на редовния си график от вътрешни полети и няколко полета до международни дестинации.
Със своите 4,7 милиона пътници за 2014 година, Аданското летище е петата най-натоварена градско-летищна система в Турция по отношение на пътникопотока, след летищата в Истанбул, Анталия, Анкара и Измир, и най-натовареното на изток от Анкара. По общ брой на полетите (44 980 за 2014 г.) е шестото най-натоварено летище в страната.

## История
Летище Адана е построено на земеделска площ в областта Шакирпаша, на 2,3 km на запад от историческия стар град на Адана. Отворено е като гражданско-военно летище през 1937 г. и през 1956 г. става изцяло гражданско. По време на неконтролираното разрастване на града в посока запад от 1950-те до 1990-те, летището се оказва заобиколено от изток, от запад и от север с невключени в градоустройствения план съседни квартали за хора с ниски доходи.

## Трафик
(*) Източник: DHMI.gov.tr